# Карастоянови
Карастоянови — спільний радянсько-болгарський кольоровий чотирисерійний телевізійний фільм 1983 року режисера Миколи Мащенка. Прем'єра серіалу відбулася у вересні 1983 року.

## Сюжет
Дія фільму відбувається в 1923—1945 роках. Розповідається про болгарську сім'ю Карастоянових, прихильників комуністичних ідей. Показані події в Болгарії 1920-х років, епізоди Вересневого повстання 1923 року, його придушення, загибель і арешти членів сім'ї, поневіряння в тюрмах. Потім втеча в Радянський Союз, життя в СРСР в 1930-ті роки, любов, участь у Великій Вітчизняній війні, загибель в партизанському загоні.

## У ролях
- Ірина Малишева —  Ліл / Лілія Карастоянова, дочка Карастоянова, журналістка
- Ілля Караїванов —  лікар Олександр Карастоянов, стоматолог
- Петер Костов —  полковник
- Петро Слабаков —  Найден Георгієв
- Іван Гайдарджиєв — другорядна роль
- Наталія Хрістова — другорядна роль
- Христина Ніколаєва — другорядна роль
- Коста Цонєв — другорядна роль
- Сергій Бондарчук — другорядна роль
- Сергій Нагорний —  Саша
- Олександр Харитонов —  Микола Островський
- Надія Хіль — другорядна роль
- Анатолій Барчук — другорядна роль
- Павло Кормунін — другорядна роль
- Валерія Заклунна —  мати Андрія
- Роман Івашенко — другорядна роль
- Олексій Колесник — другорядна роль
- Борислав Брондуков —  командир партизанського загону
- Валентин Черняк — другорядна роль
- Станіслав Рій — другорядна роль
- Йорданка Кузманова —  Іванка
- Катерина Брондукова — другорядна роль
- Леонід Яновський — другорядна роль
- Вельо Горанов —  поручик
- Василь Молодцов —  Олексій Федорович Федоров, командир партизанського загону
- Анна Марія Петрова — другорядна роль
- Ніна Кобеляцька — епізод
- Олександр Іванов —  секретар ЦК комсомолу
- Юрій Мисенко —  комбат (немає в титрах)

## Знімальна група
- Режисер-постановник: Микола Мащенко
- Сценаристи: Іван Крумов, Микола Мащенко
- Оператори-постановники: Фелікс Гілевич, Цанчо Цанчев
- Композитор: Кирил Цібулка
- Художники-постановники: Олексій Левченко, Цвєтана Янкова
- Редактор: Євген Констатинов, Юрій Морозов
- Директор картини Г. Чужой